# バイ・アンド・ホールド
バイ・アンド・ホールド（英語: Buy and hold）とは、投資家が証券を購入後、長期に渡り保有し続ける投資戦略の事である。

保有し続けている間、ある程度の価格変動（ボラティリティ）を受けつつも、長期的に見れば、金融市場は良い利率のリターンを与えるという考えに基づいている。これは証券価格が下落した後にそれを売り払ってしまう場合、投資家は金融市場の長期的なリターンを得ることが無いと述べている。市場のタイミングを見計らって売買する事、すなわち安値で買い、高値で売ろうとする事が出来ない、つまり、少なくとも小口または経験の浅い投資家にとっては、これを試みると良くない結果となるので、単にバイ・アンド・ホールドするのが良いという見方である。
パッシブ運用は、株価指数に追従するインデックスファンドが最も一般的だが、債券、コモディティー、ヘッジファンドを含むその他の種類でも一般的になりつつある。 今日、世界の市場には大量の指数（インデックス）があり、数千の異なるインデックスファンドが それらの多くに追従している。
パッシブ運用は、最大規模の資金をもつ2社、バークレイズ・グローバル・インベスターズとステート・ストリートにおいて主だって使われている投資戦略である。
バイ・アンド・ホールドの対極にあたるものが、デイトレードのコンセプトである。
バイ・アンド・ホールド戦略を支持する論説の一つは、効率的市場仮説（EMH）である。もし市場のあらゆる証券が いかなる時も常に公正に評価されているならば、実のところ取引する理由はなくなる。一部の投資家は、お金が必要な状況にならない限り証券を売却することは避けるべきと主張し、極端なバイ・アンド・ホールド戦略を取っている。
その他の投資家は、効率的市場仮説（EMH）によることなく、純粋にコストを理由にバイ・アンド・ホールドを提唱している。  仲介手数料およびビッド・オファー・スプレッドのような費用は、すべての取引で発生する。バイ・アンド・ホールドは、最小限の取引という点で、市場で投資される所定の全てに等しく関わる。 税法上の観点からも効果が得られる場合がある。アメリカ国内の個人税制では、長期保有後の売買利益（キャピタル・ゲイン）の税金は低くなり得る。ウォーレン・バフェットは、バイ・アンド・ホールド賛同者の一人である。彼は著述で効率的市場仮説（EMH）は否定している。また、彼は過小評価された企業に投資することで財産を築き上げている。
この投資戦略は2009年前半では あまり一般的ではなかった。

## 不動産への投資
バイ・アンド・ホールド戦略は不動産にも適用できる。このコンセプトによると、人は持ち家のような不動産を購入し、それを売らない。一般的に、不動産は借りたお金で購入され、一部はローンで最終的に支払われるが、このときレバレッジをかけた投資ではない。 この事はトレーディング戦略とは対照をなしている。